# Штеровская волость
Ште́ровская во́лость — историческая административно-территориальная единица Славяносербского уезда Екатеринославской губернии.
По состоянию на 1886 год состояла из 9 поселений, 9 сельских общин. Население — 2 574 лица (1 355 мужского пола и 1 219 — женского), 383 дворовых хозяйства.
|                       | Площадь, десятин | В том числе пахотной, дес. |
| --------------------- | ---------------- | -------------------------- |
| Сельских общин        | 2925             | 1224                       |
| Частной собственности | 10028            | 5965                       |
| Другой собственности  | 120              | 100                        |
| В целом               | 13073            | 7289                       |

Крупнейшее поселение волости:
- Штеровка — село при реке Юлина в 40 верстах от уездного города, 646 человек, 124 двора, православная церковь, винокуренный завод, паровая мельница, лавка, ежегодная ярмарка 20 марта. За 5 верст — паровая мельница.